# Stazione di Parigi Lione
La stazione di Parigi Lione (in francese: Gare de Lyon) è la più nota stazione ferroviaria di Parigi. Prende il suo nome dalla città di Lione, la principale destinazione dei treni a medio-lungo raggio in partenza da questa stazione.
La sua ubicazione è nel XII arrondissement ed è la terza stazione parigina per flusso di passeggeri con circa 83 milioni di viaggiatori annui, dopo la stazione di Parigi Nord e la stazione di Parigi Saint-Lazare.
In principio da questa stazione partivano treni per il sud e l'est della Francia; oggi fermano anche linee regionali e treni della RER, oltre che essere il capolinea delle linee TGV dirette in Italia e in Svizzera (dall'11 dicembre 2011, anche i treni per Basilea e Zurigo partono da questa stazione; per Zurigo è un ritorno perché prima dell'apertura dell'LGV Est européenne e attestamento a Parigi Est, una coppia di TGV via Pontarlier partiva da qui). È servita dalla stazione della metropolitana di Gare de Lyon.
La stazione è stata costruita per l'esposizione universale del 1900 su progetto dell'architetto Marius Toudoire che curò anche le decorazioni interne. Costruita su più livelli, è considerata un classico esempio di architettura contemporanea. Degna di nota è la grande torre dell'orologio situata su un angolo della stazione, che ricorda il Big Ben di Westminster. Proprio il suo orologio subì un guasto in occasione di una violenta tempesta il 26 dicembre 1999 ed è stato rimesso in funzione solo il 15 febbraio 2005, ancora dotato del suo meccanismo originale, modernizzato dalla presenza di un sistema di motorizzazione e di sincronizzazione con il segnale orario ufficiale trasmesso in onde lunghe.
La stazione ospita un celebre ristorante, Le Train Bleu, che serve i suoi piatti e i suoi drink ai viaggiatori dal 1901 in un ambiente particolarmente decorato.
Il 27 giugno 1988, durante l'ora di punta, un treno fuori controllo per un problema ai freni collide con un secondo treno fermo in stazione e carico di pendolari uccidendo 56 persone e ferendone 55.

## Treni principali dalla Gare de Lyon

### InterCity
La SNCF con le sue Grandes Lignes offre i seguenti servizi:
- Gare de Lyon - Digione, Auxerre, Clamecy and Corbigny
- Gare de Lyon - Nevers
- Gare de Lyon - Clermont-Ferrand - Marsiglia/Béziers

### TGV
Dalla stazione di Parigi Lione partono convogli TGV verso (situazione 2011):
- Borgogna (16 partenze al giorno)
- Rodano-Alpi (32 partenze per Lione al giorno)
- Franca Contea (8 partenze per Besançon al giorno)
- Alsazia (8 partenze per Mulhouse al giorno)
- Provenza-Alpi-Costa Azzurra (16 partenze per Marsiglia e 6 per Cannes e Nizza al giorno)
- Languedoc-Roussillon (12 partenze per Montpellier al giorno)
- Svizzera (7 partenze per Ginevra, Losanna, Berna, Zurigo al giorno)
- Italia (3 partenze giornaliere per Torino Porta Susa, Novara FS, Milano Porta Garibaldi)

## Interscambi
- Fermata metropolitana (Gare de Lyon, linee 1 e 14)